# Edinson Roberto Cavani Gómez
Edinson Roberto Cavani Gómez (Salto, 14 de febrer de 1987), més conegut com a Edinson Cavani, és un futbolista professional uruguaià que va jugar com a davanter en el València Club de Futbol, entre d'altres.
És internacional absolut per l'Uruguai des del 2008. És considerat àmpliament com un dels millors davanters de la seua generació, i un dels millors davanters uruguaians de la història. Des del 27 de gener del 2018, és el màxim golejador històric del Paris Saint-Germain, i el 2020 feu el seu gol 200 per al club.
Amb 25 títols, és el jugador uruguaià amb major palmarés.

## Palmarès

### Danubio
- Torneig Apertura: (1)
  - 2006.

### Napoli
- Copa Italiana: (1)
  - 2011-12.

### Paris Saint-Germain FC
- Lliga francesa: (6)
  - 2013-14, 2014-15, 2015-16, 2017-18, 2018-19, 2019-20.
- Copa francesa: (5)
  - 2014-15, 2015-16, 2016-17, 2017-18, 2019-20.
- Copa de la lliga francesa: (6)
  - 2013-14, 2014-15, 2015-16, 2016-17, 2017-18, 2019-20.
- Supercopa francesa: (4)
  - 2014, 2015, 2017, 2019.

### Selecció Uruguaiana de futbol
- Copa Amèrica: (1)
  - 2011.

## Internacional
Cavani destacà amb la Selecció Uruguaiana Sub-20 al Campionat Sud-americà Sub-20 de 2007 disputat al Paraguai, on fou el golejador de la competició amb 7 gols en 9 partits. Malgrat la seva aportació, la seva selecció no va poder classificar-se als Jocs Olímpics d'Estiu de 2008, tot i que en acabar al tercer lloc va obtenir el passatge al Campionat del Món de Futbol sub-20 2007 al Canadà.
Tot i que l'Uruguai no va entrar als quarts de final, ja que va ser derrotat pels Estats Units, Cavani va ser una de les figures més importants dels celestes.
Va debutar a la selecció major amb un gol a l'amistós del 6 de febrer de 2008 contra Colòmbia a l'Estadio Centenario (Montevideo). El partit va acabar 2-2 i Cavani va ingressar als 74' en comptes de Diego Forlán i tres minuts després va marcar el seu primer gol amb la Celeste.
El 31 de maig de 2014 va entrar a la llista definitiva de seleccionats per a disputar la Copa del Món de Futbol de 2014 al Brasil.

### Participació en Copes del Món
| Mundial                        | Seu        | Resultat | PJ (G) |
| ------------------------------ | ---------- | -------- | ------ |
| Copa del Món de Futbol de 2010 | Sud-àfrica |          | 5 (1)  |

### Partits internacionals destacats

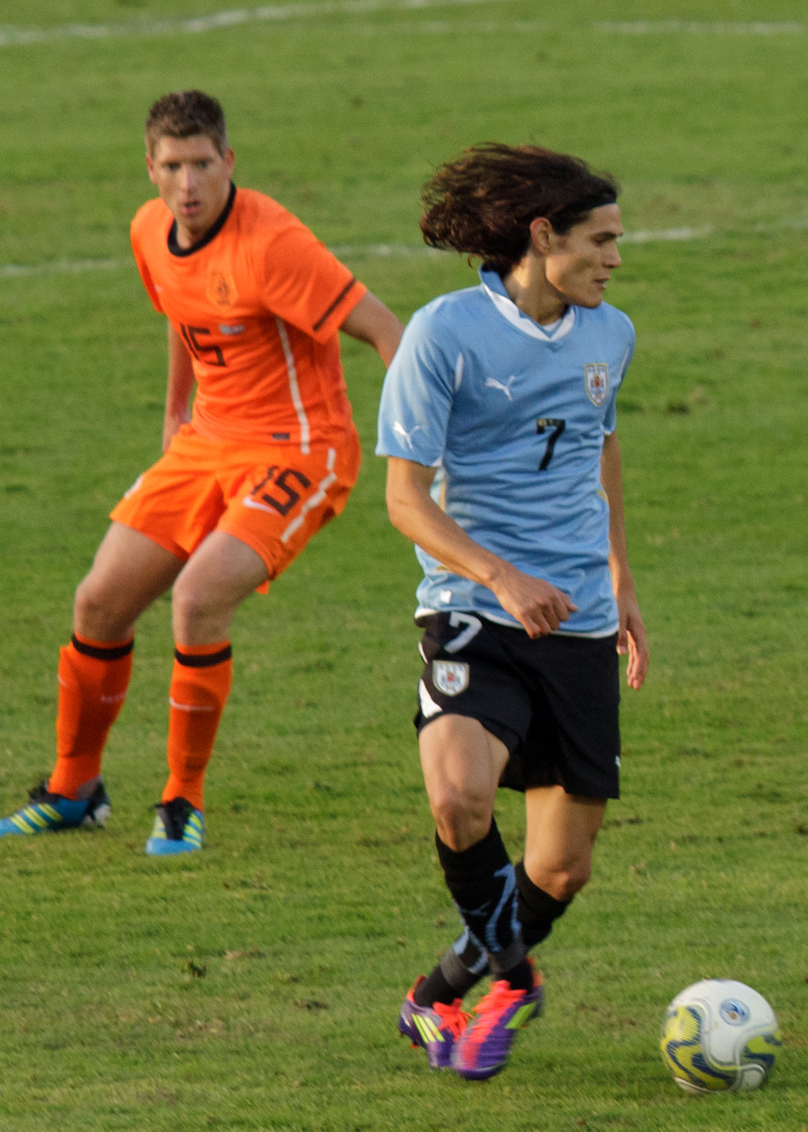
Cavani durant el partit contra els Països Baixos, Copa del Món de futbol de 2010.

| Ord. nr | Any  | Data         | Lloc           | Rival/Associació    | Resultat | Partit                         |
| ------- | ---- | ------------ | -------------- | ------------------- | -------- | ------------------------------ |
| 1.      | 2008 | 6 de febrer  | Montevideo     | Colòmbia            | 2:2      | amistós                        |
| 2.      | 2010 | 3 de març    | Sankt Gallen   | Suïssa              | 3:1      | amistós                        |
| 3.      | 2010 | 10 de juliol | Port Elizabeth | Alemanya            | 2:3      | Copa del Món de futbol de 2010 |
| 4.      | 2010 | 11 d'agost   | Lisboa         | Angola              | 2:0      | amistós                        |
| 5.      | 2010 | 8 d'octubre  | Jakarta        | Indonèsia           | 7:1      | amistós                        |
| 6.      | 2010 | 12 d'octubre | Wuhan          | Xina                | 4:0      | amistós                        |
| 7.      | 2011 | 30 de març   | Dublín         | República d'Irlanda | 3:2      | amistós                        |